# Монтаньес, Пако
Франсиско «Пако» Монтанье́с Клавериас (исп. Francisco Montañés; род. 8 октября 1986, Кастельон-де-ла-Плана) — испанский футболист, правый вингер.

## Карьера
Пако родился в Кастельон-де-ла-Плана и начал свою карьеру в молодёжной команде «Барселоны». Он дебютировал за первую команду 13 мая 2006 года, отыграв последние 20 минут в проигранном 2-3 матче против «Севильи». Этот матч так и остался для него единственным за «Барселону». Далее он играл в клубах третьего дивизиона «Вильярреал B» и «Онтеньенте».
В августе 2010 года Пако присоединился к «Алькоркону» и помог клубу впервые в истории выйти в Сегунду. В течение двух сезонов Пако был игроком основы и забил за клуб в общей сложности 16 голов.
Пако вернулся в Примеру с «Сарагосой», подписав контракт на четыре года 5 июля 2012 года. Он дебютировал за клуб 20 августа, отыграв все 90 минут в матче против «Вальядолида» (0-1).
Свой первый гол на высшем уровне Пако забил 10 ноября в ворота «Депортиво Ла-Корунья» (5-3). В том сезоне он отыграл за клуб все матчи, но «Сарагоса» все-таки вылетела в Сегунду.
Отыграв ещё сезон в Сегунде, Пако вернулся в Примеру 28 июля 2014 года, подписав четырехлетний контракт с «Эспаньолом».

## Личная жизнь
В 2010 году, ещё до своего дебюта в Примере, отчаявшись добиться успеха в карьере футболиста, Пако собирался бросить футбол и стать пожарным, как его отец, но в итоге передумал.